# Порт-Уайниме
Порт-Уайниме (англ.  Port Hueneme ) — город в округе  Вентура  в штате Калифорния США.

## Описание
Город и морской портовый терминал в юго-западной Калифорнии. Расположенный примерно в 100 км к северо-западу от Лос-Анджелеса и в 40 км к югу от Санта-Барбары, это единственный коммерческий глубоководный порт между Сан-Франциско и Лос-Анджелесом. Основанный в 1874 году Томасом Р. Бардом как Хунеме (индейцы чумаши: «на полпути»), он не развивался до 1940 года, когда была открыта его искусственная глубоководная гавань как Порт-Уайниме.

## Население
| 2010   | 2020    |
| ------ | ------- |
| 21 723 | ↗21 954 |